# Sanumá jezik
Sanumá jezik (sánïma, sanïma, sanema; ISO 639-3: xsu), indijanski jezik porodice širiana (Yanomami), kojim govori oko 6 400 Indijanaca uglavnom u Venezueli (4 610; 2000) uz rijeke Caura i Ventuari i 1 800 Brazilu (2006 D. Borgman), uz rijeku Auaris, Roraima. 
'Ethnologue' kao alternativne nazive navodi chirichano, guaika, samatali, samatari, sanema, sanima, tsanuma i xamatari, a za dijalekte caura, ervato-ventuari, auaris, yanoma (samatari, samatali, xamatari, “kohoroxitari” )  i cobari (kobali, cobariwa).
Neki autori (S. J. Fernando Arellano) za njihove plemenske skupine i dijalekte navode nazive Sanemá (Haratari, Guaharibo), Pubmatari (Uárema), Nabudib i Chantari.

## Vanjske poveznice
- Ethnologue (14th)
- Ethnologue (15th)
- Alain Fabre, Yanomami  Arhivirana inačica izvorne stranice od 6. veljače 2012. (Wayback Machine)